# Neue Kirche Albisrieden

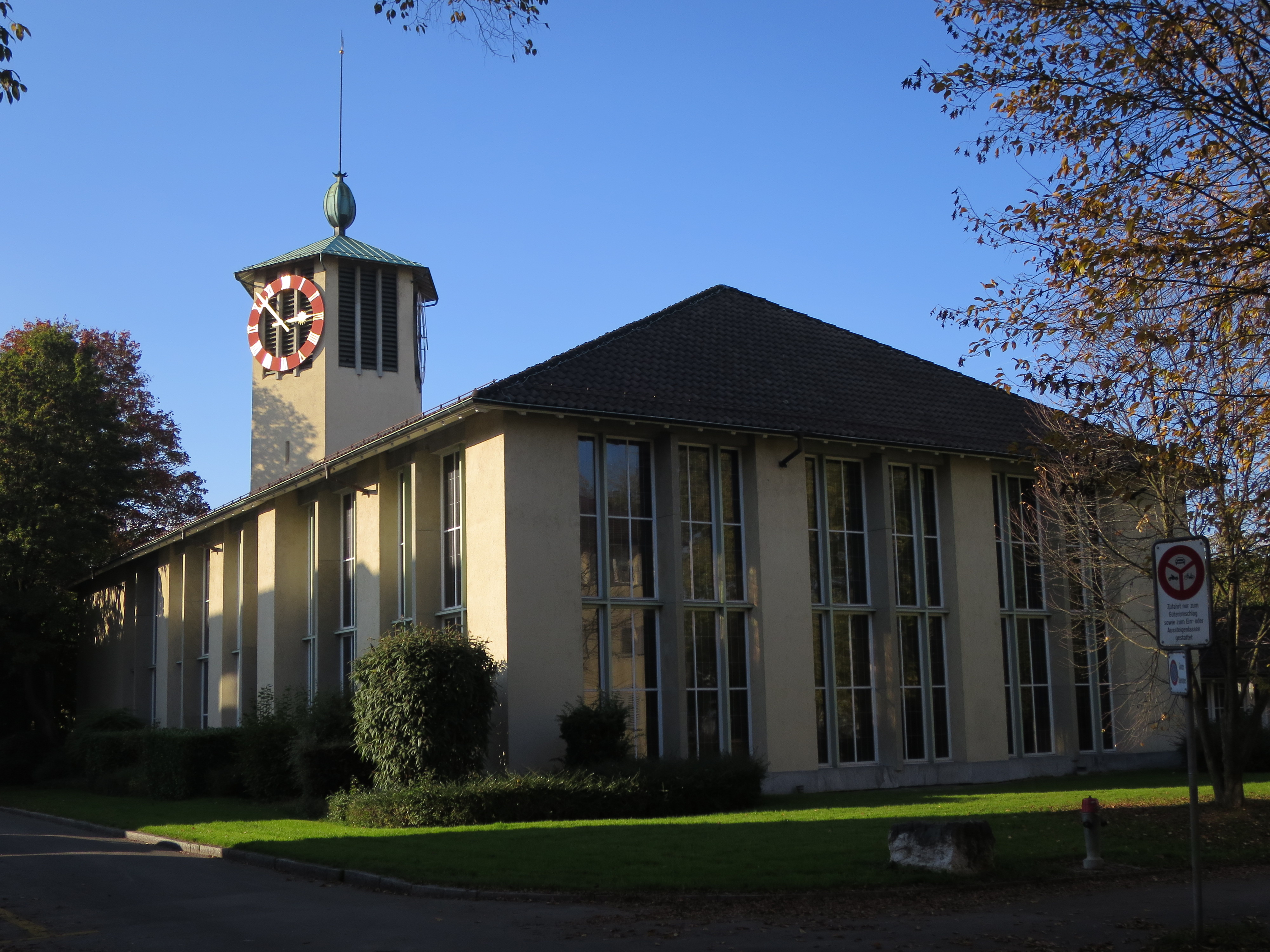
Aussenansicht

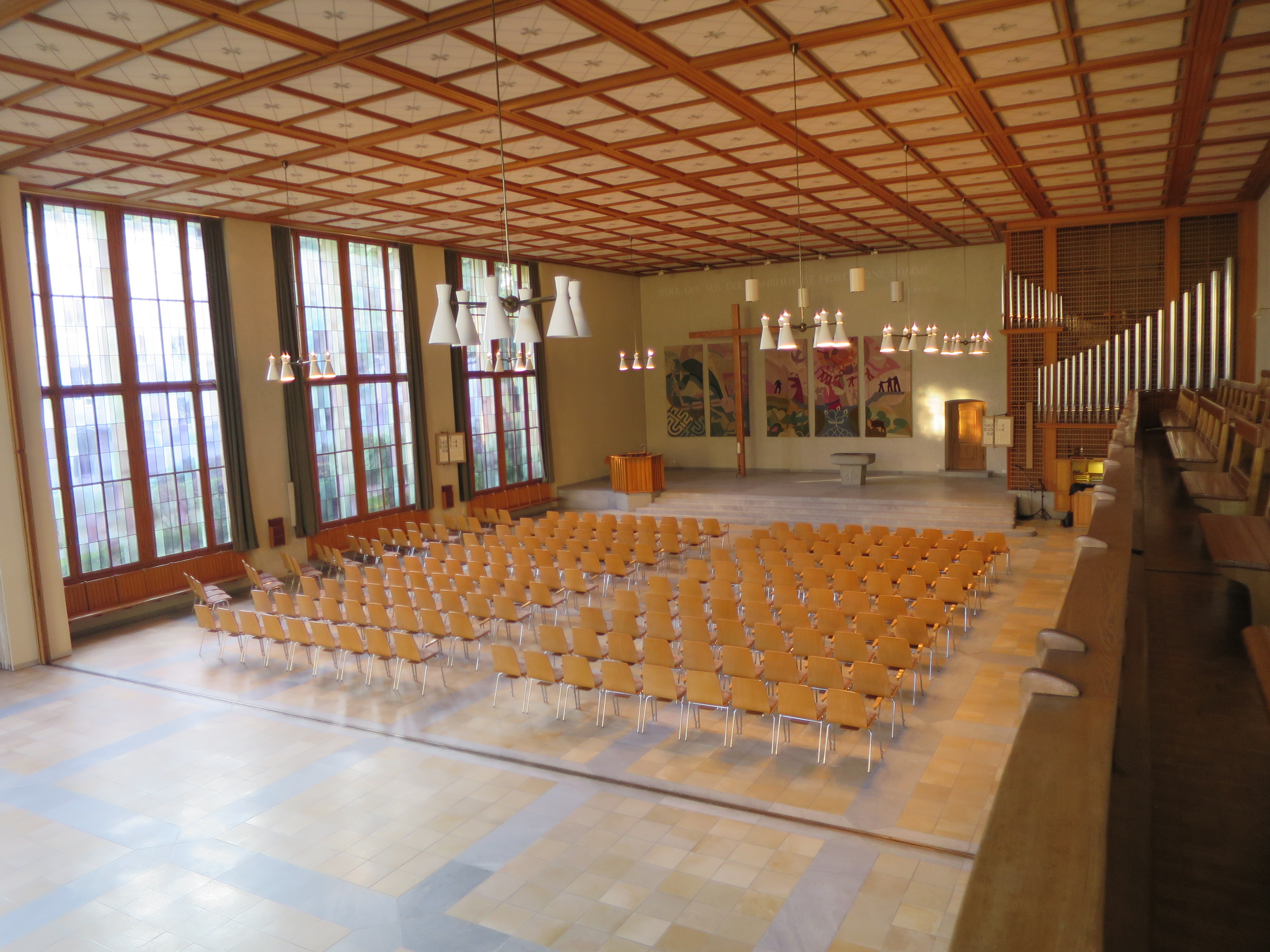
Gottesdienstraum von Osten

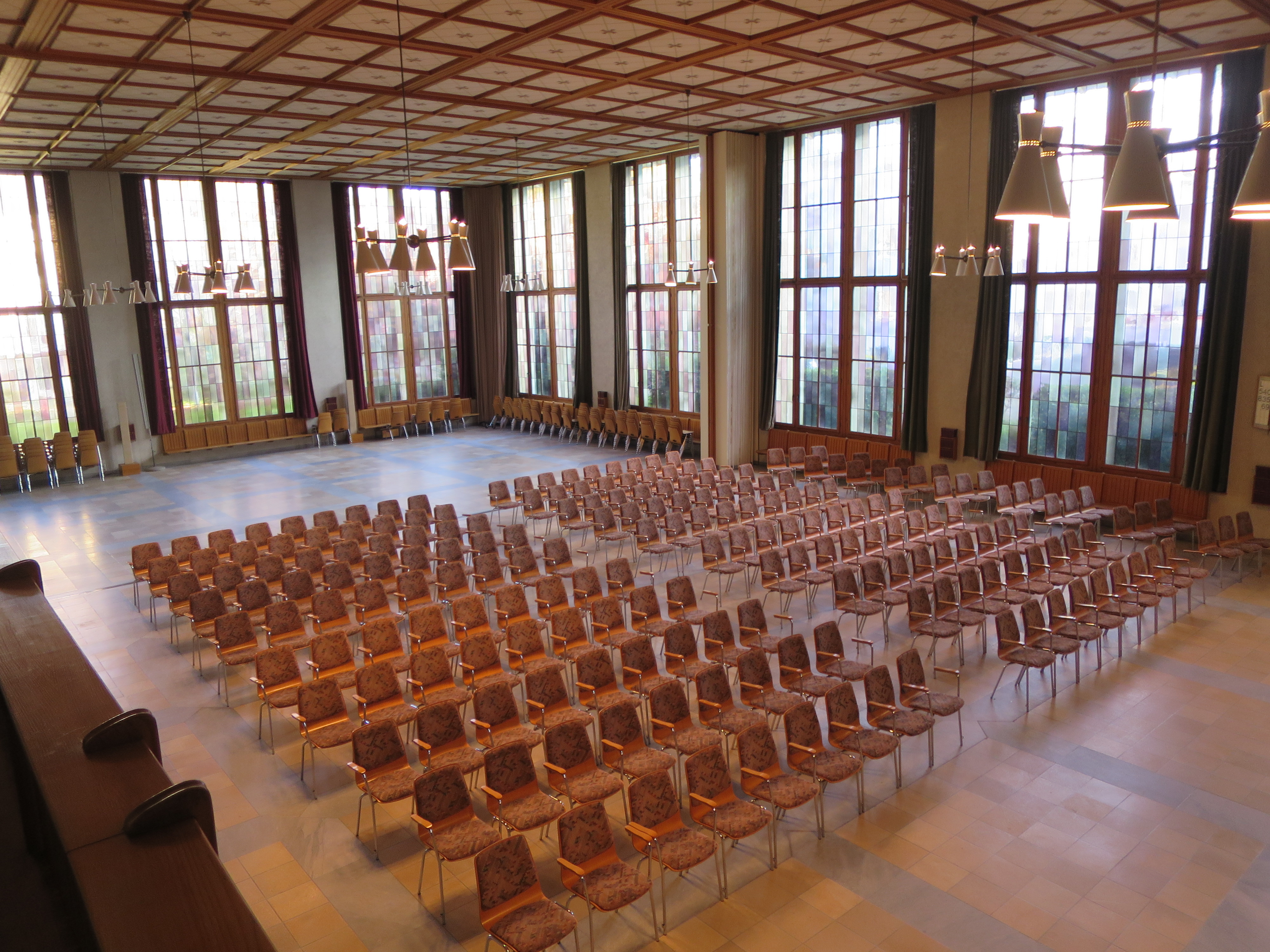
Gottesdienstraum von Norden

Die Neue Kirche Albisrieden ist ein evangelisch-reformiertes Kirchengebäude im Zürcher Stadtteil Albisrieden. Es befindet sich an der Ginsterstrasse 54 nordwestlich der katholischen Kirche St. Konrad.

## Baugeschichte
Durch das Bevölkerungswachstum drängte sich in Albisrieden in den 1940er-Jahren ein Ergänzungsbau zur 1817 errichteten Alten Kirche auf. 1946 fand ein Wettbewerb unter sechs eingeladenen Architekten statt, den Hans Martin von Meyenburg für sich entscheiden konnte. Nach seinen Plänen wurde die Kirche in den Jahren 1949 bis 1951 ausgeführt.

## Baubeschreibung

### Äusseres
Das langgezogene Kirchenzentrum inmitten eines Wohnquartiers umfasst neben dem Kirchenraum verschiedene Gemeinderäume sowie Wohnungen, die einst von Pfarrer und Sigrist belegt wurden. Stilistisch ist die Kirche einer gemässigten Moderne zuzuordnen, die nicht auf konventionelle Elemente wie ein Walmdach verzichtet, sich aber in Bezug auf Architektur und Ausstattung als funktionalistisches Gesamtkunstwerk präsentiert. Der Aussenbau wird durch den 25 Meter hohen polygonalen Kirchturm mit Turmuhr und ungewöhnlichem Turmhelm in Form einer kleinen Zwiebelhaube dominiert.

### Foyer
Der Zugang zum Kirchenraum erfolgt über ein Foyer, das durch deckenhohe Fenster mit einem kunstvoll ausgeführten Gitter beleuchtet wird. Türen, Geländer und Beleuchtungskörper wurden in einheitlichem Stil nach Entwurf des Architekten gestaltet. Ein zweites, in Holz ausgeführtes Foyer bildet den Zugang zum Kirchenraum.

### Innenraum
Der als Saalkirche angelegte Kirchenraum ist 27 Meter lang, 16 Meter breit und 7,5 Meter hoch. Die beträchtliche Grösse des Raums ermöglicht auf der Süd- und Ostseite eine Beleuchtung durch deckenhohe Fenster mit getönten Scheiben. Auf der nördlichen Längsseite befindet sich eine schmale Lateral-Empore, die über das Foyer zugänglich ist. Die Liturgiezone ist gegenüber dem Kirchenschiff um fünf Stufen erhöht und wird durch ein monumentales hölzernes Kreuz und eine Tapisserie geprägt. Typisch für einen reformierten Sakralbau ist im Gegensatz zum ungewohnten Kreuz die Wandinschrift nach (Joh 18,37 ). Die breite Liturgiezone, die nur die schmucklosen Kanzel und den Abendmahlstisch als fest installierte Ausstattungsgegenstände enthält, bietet Platz für Musikformationen oder szenische Gottesdienstgestaltung.

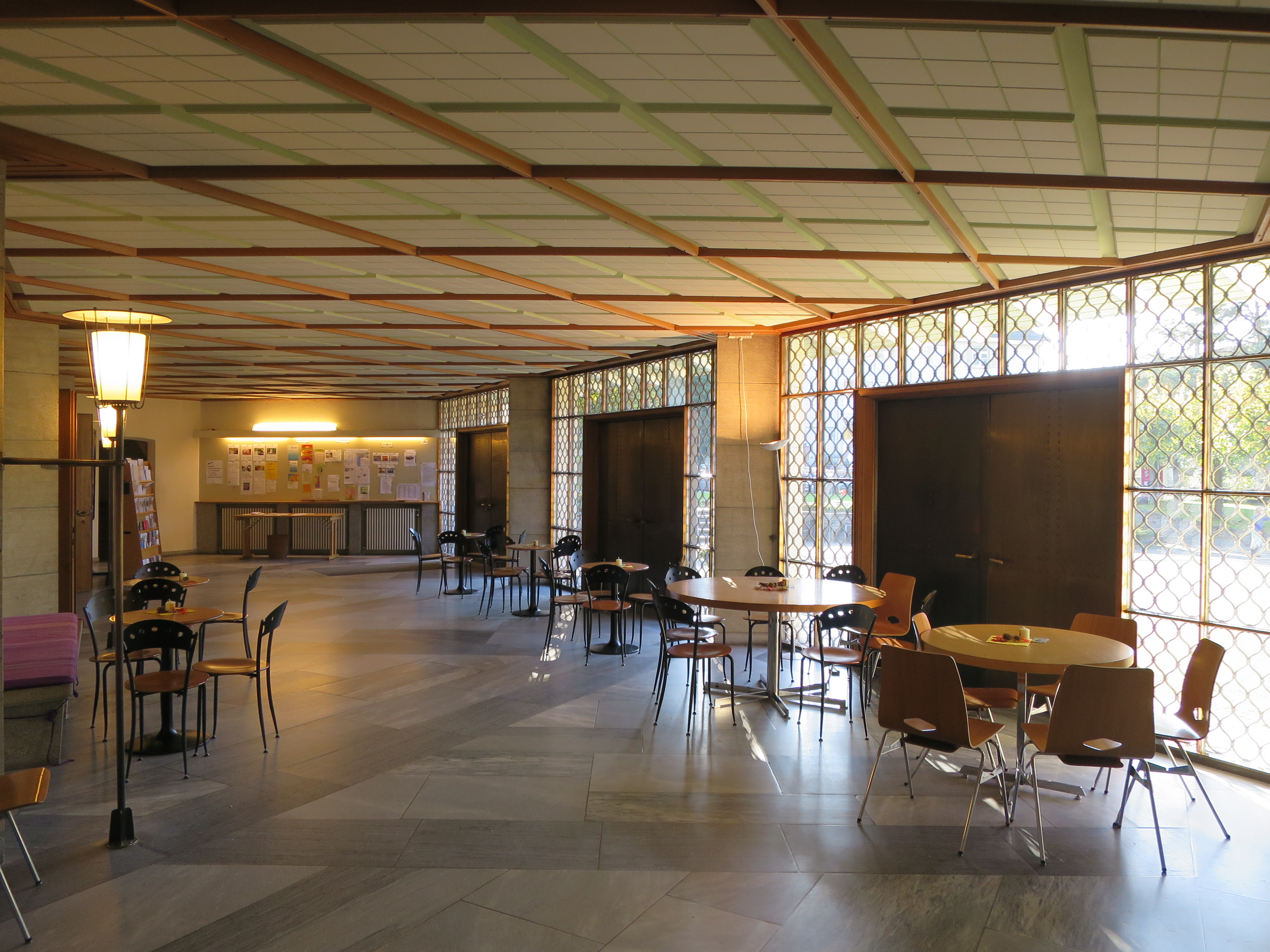
Vorderes Foyer
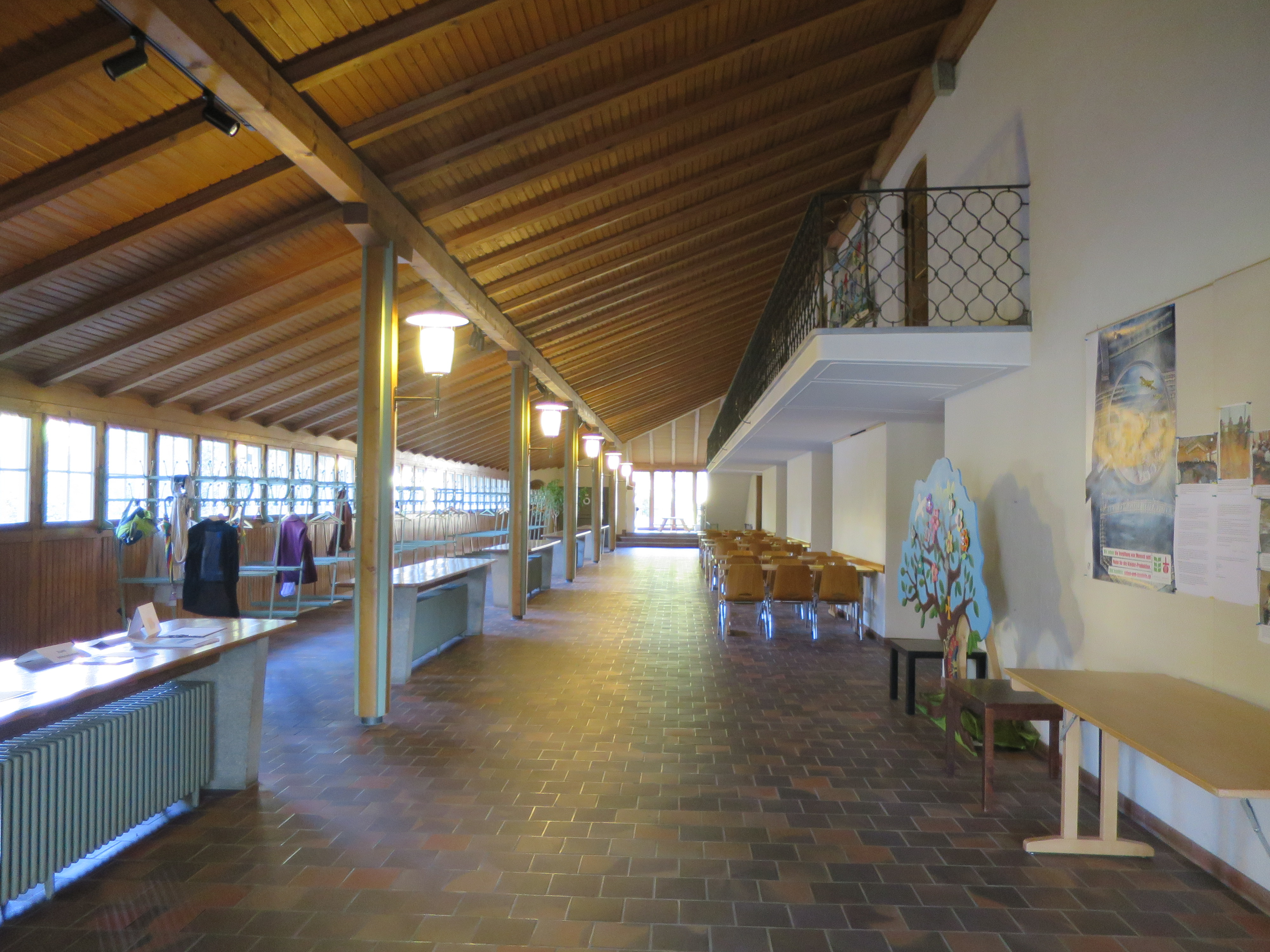
Hinteres Foyer
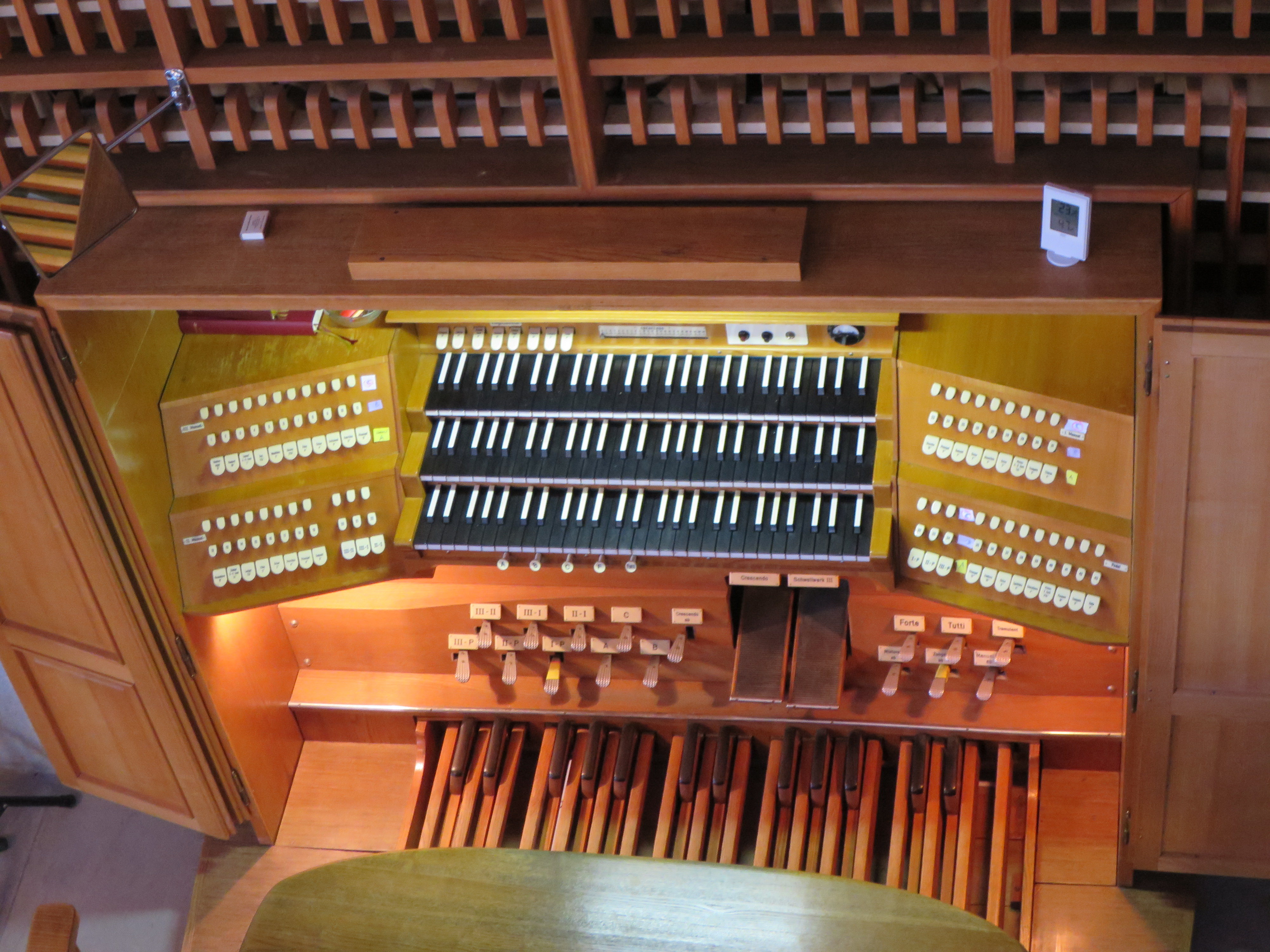
Spieltisch der Metzler-Orgel

### Glocken
Im Turm befinden sich 5 Glocken mit der Tonfolge B° des' es' f' as'.  Sie wurden 1950 in der Glockengiesserei H. Rüetschi in Aarau gegossen.

### Orgel
In der Nordwestecke der Kirche befindet sich die kastenförmige Orgel. Sie wurde 1951 durch die Firma Metzler Orgelbau geschaffen und verfügt über drei Manuale, Pedal und 37 klingende Register. Position und Bauform der Orgel weisen ebenso wie das Monumentalkreuz und die Grundrissform die 1941 geweihte Neue Kirche Altstetten als Vorbild aus. 1979 und 2004 wurde die Orgel von der Erbauerfirma revidiert. Ihre Disposition lautet:
| I Hauptwerk C–g3 |       |
| Bourdon          | 16′   |
| Principal        | 08′   |
| Gedackt          | 08′   |
| Octave           | 04′   |
| Blockflöte       | 04′   |
| Octave           | 02′   |
| Mixtur IV–VI     | 1 ⁄3′ |
| Trompete         | 08′   |
| Clairon          | 04′   |

| II Positiv C–g3 |        |
| Gedackt         | 08′    |
| Principal       | 04′    |
| Rohrflöte       | 04′    |
| Octave          | 02′    |
| Flöte           | 02′    |
| Larigot         | 1 ⁄3′  |
| Cymbel III–IV   | 0 1⁄2′ |
| Krummhorn       | 08′    |

| III Oberwerk C–g3 |        |
| Principal         | 08′    |
| Rohrflöte         | 08′    |
| Salicional        | 08′    |
| Octave            | 04′    |
| Flöte             | 04′    |
| Quinte            | 2 ⁄3′  |
| Waldflöte         | 02′    |
| Terz              | 1 3⁄5′ |
| Scharf IV-VI      | 01′    |
| Rankett           | 16′    |
| Trichterregal     | 08′    |

| Pedal C–f1 |       |
| Principal  | 16′   |
| Subbass    | 16′   |
| Octavbass  | 08′   |
| Spillflöte | 08′   |
| Choralbass | 04′   |
| Mixtur IV  | 2 ⁄3′ |
| Posaune    | 16′   |
| Trompete   | 08′   |
| Zinke      | 04′   |

- Koppeln: II/I, III/I, III/II, I/P, II/P, III/P
- Spielhilfen: diverse Absteller, elektronische Setzer